# Комакі (гора)
Гора́ Кома́кі (【小牧山】 こまきやま) — гора в Японії, на території міста Комакі префектури Айті. Розташовується у міському кварталі Хоріноучі. Висота — бл. 86 м. У 2-й половині XVI століття — місце розташування гірського замку Комакі. 1584 року біля гори відбулася битва при Комакі-Наґакуте. У XVII — XIX століттях —володіння господарів уділу Оварі з дому Токуґава. 1872 року перетворена на префектурний парк. У 1889—1927 роках — повторно володіння дому Токуґава, після чого була подарована державі. З 1927 року — історична пам'ятка державного значення. 1967 року на вершині гори збудовано Історичний музей міста Комакі у вигляді замкової башти.

## Галерея

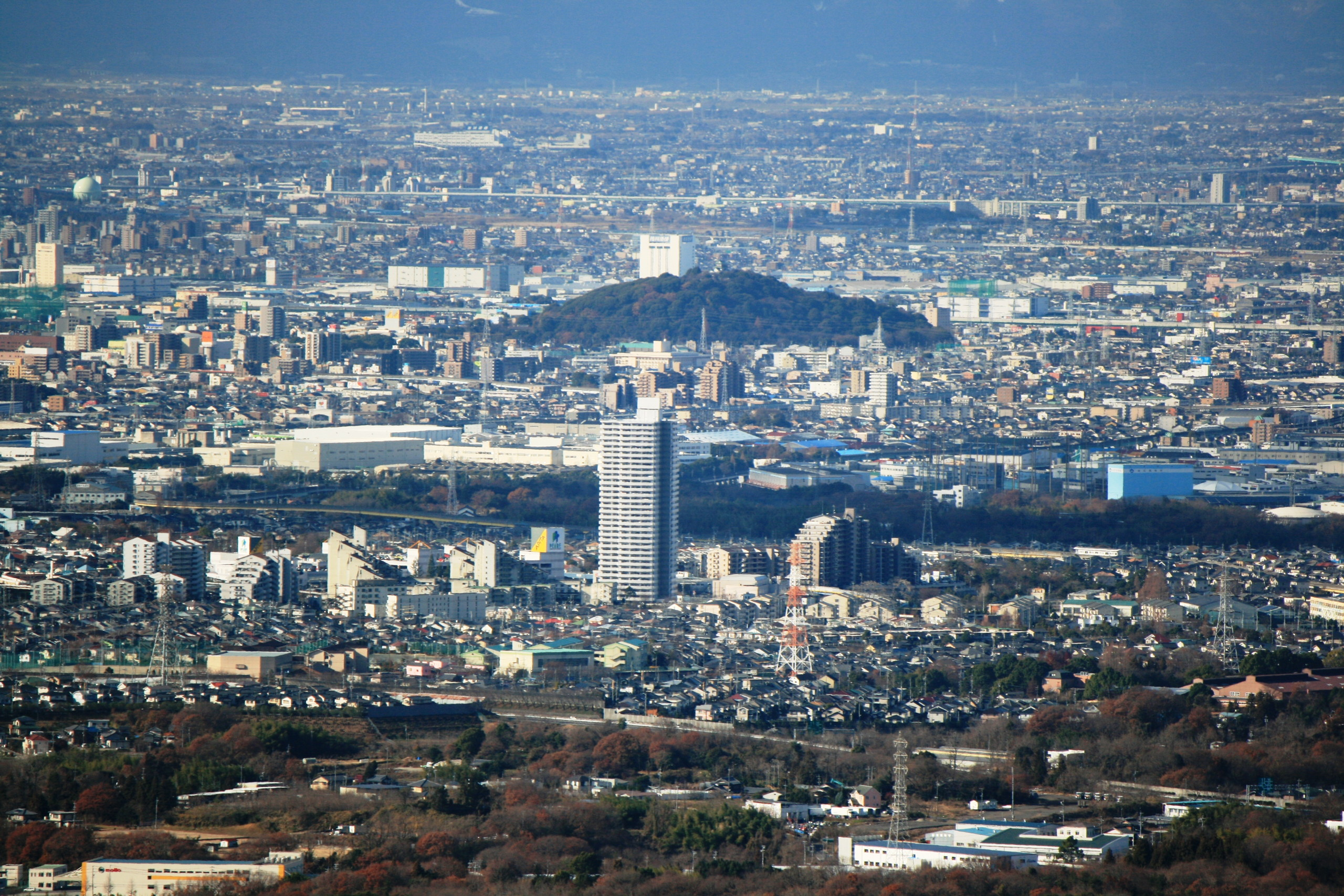
Гора Комакі
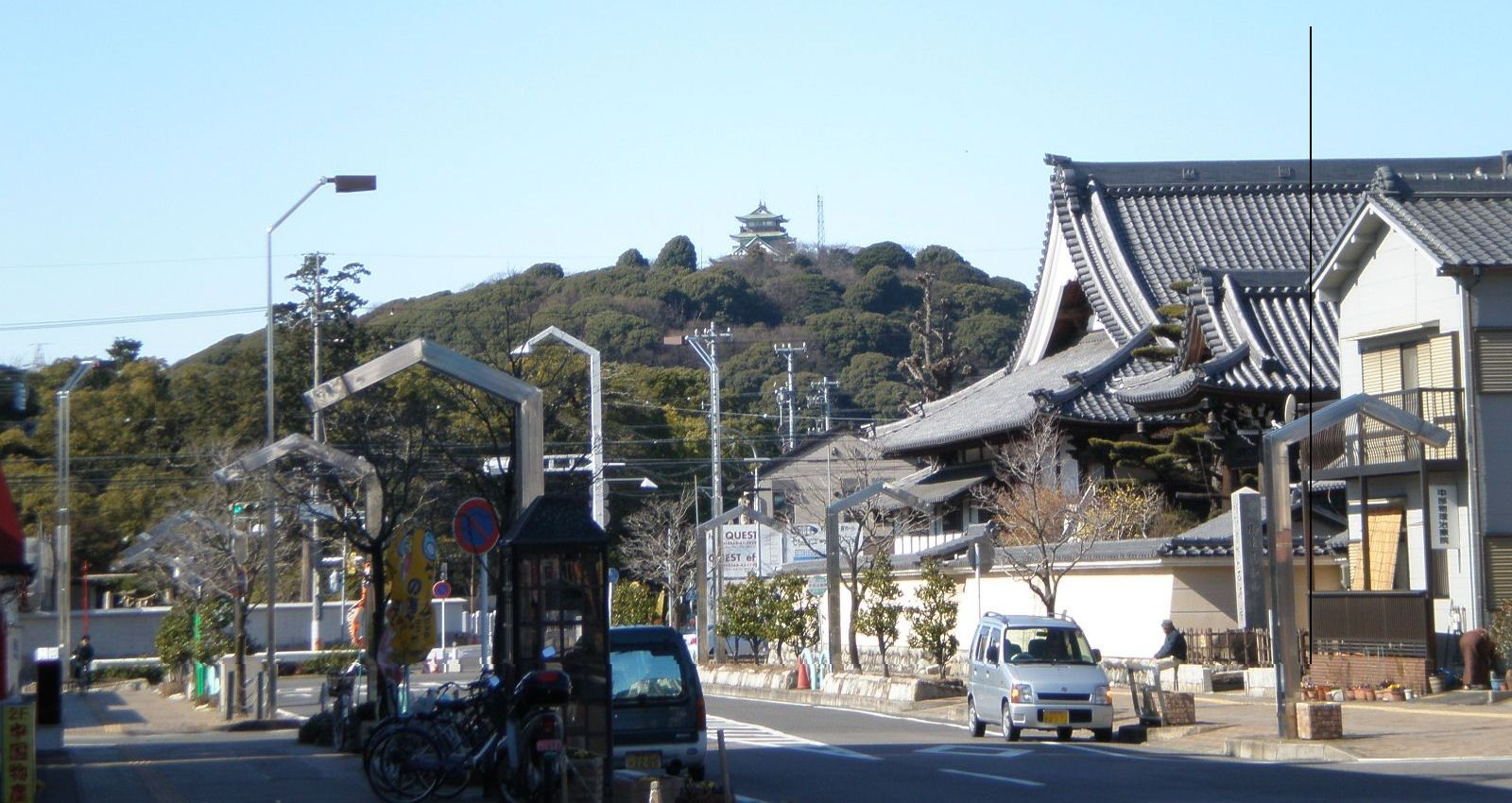
Міський музей на горі
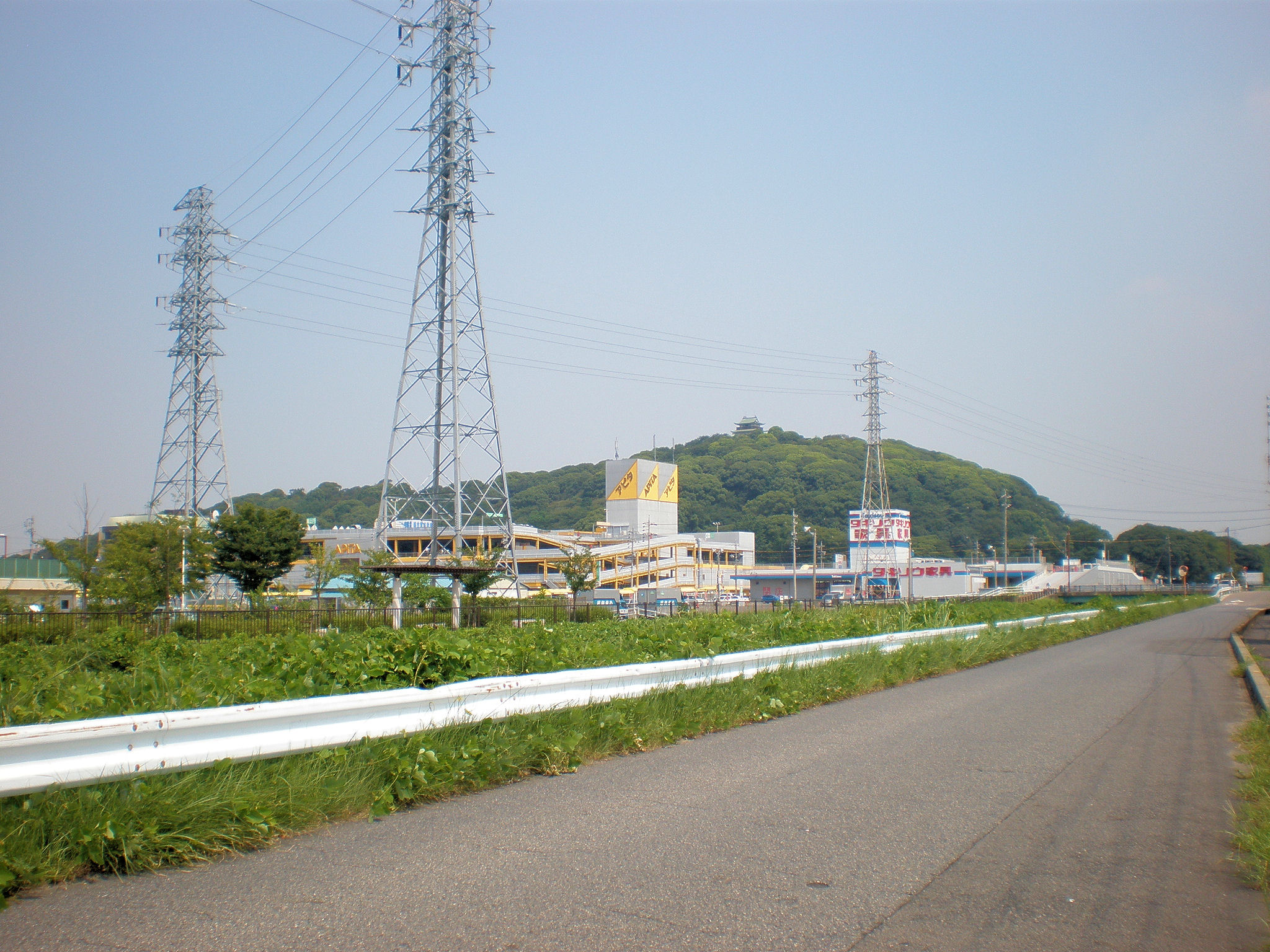
Гора Комакі
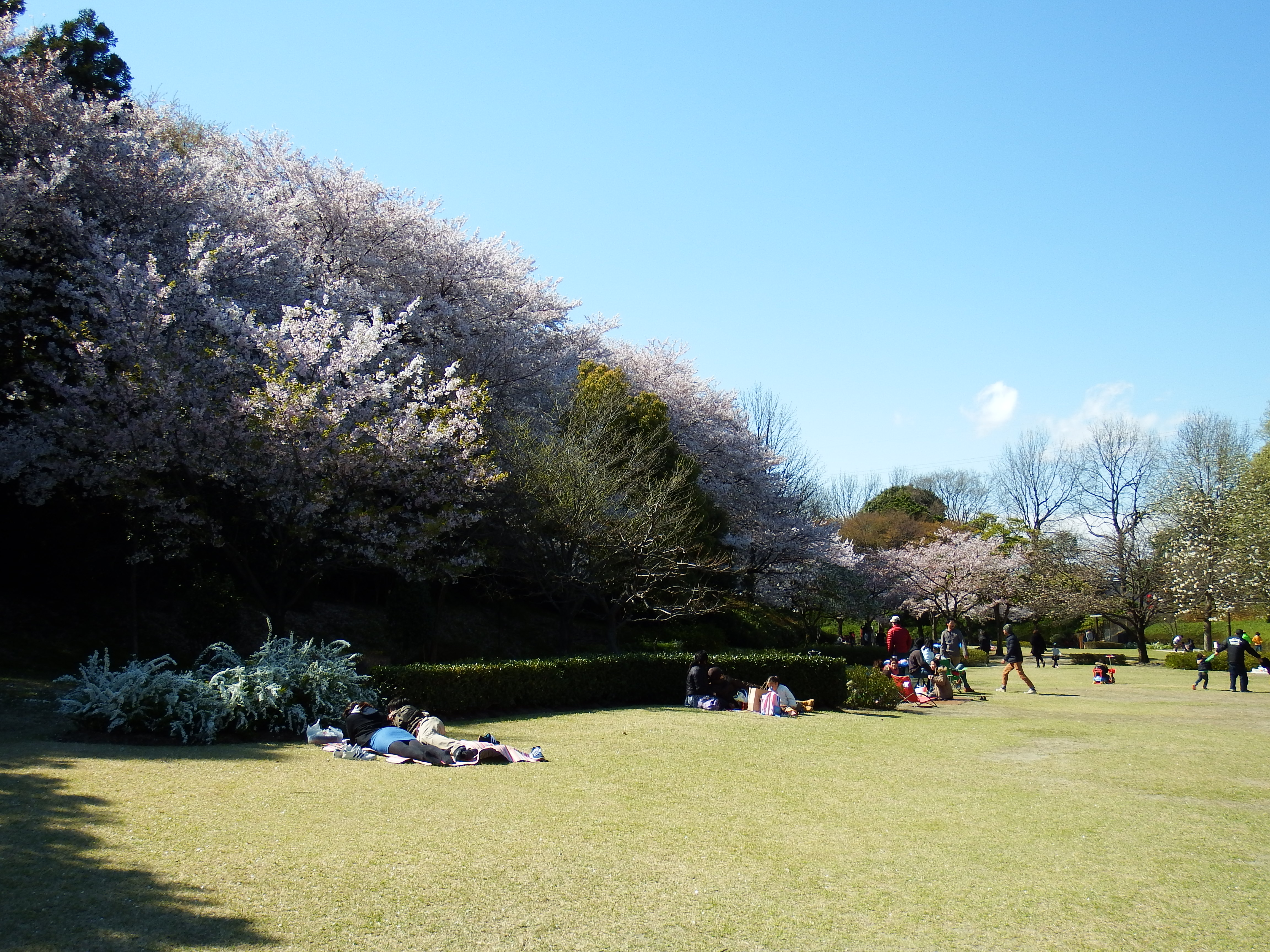
Гірський парк